# Ganek (architektura)

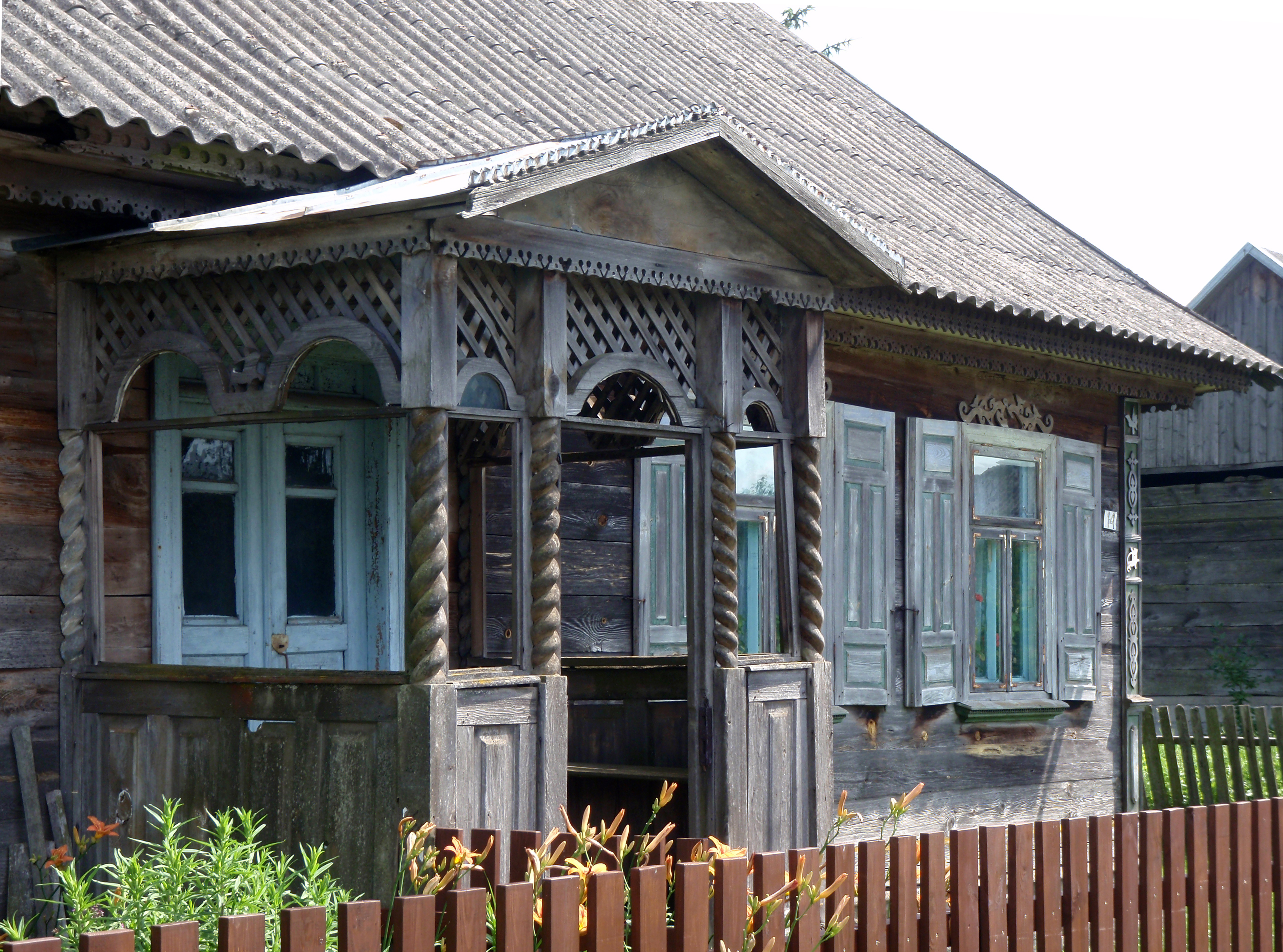
Ganek w Trywieży na Podlasiu

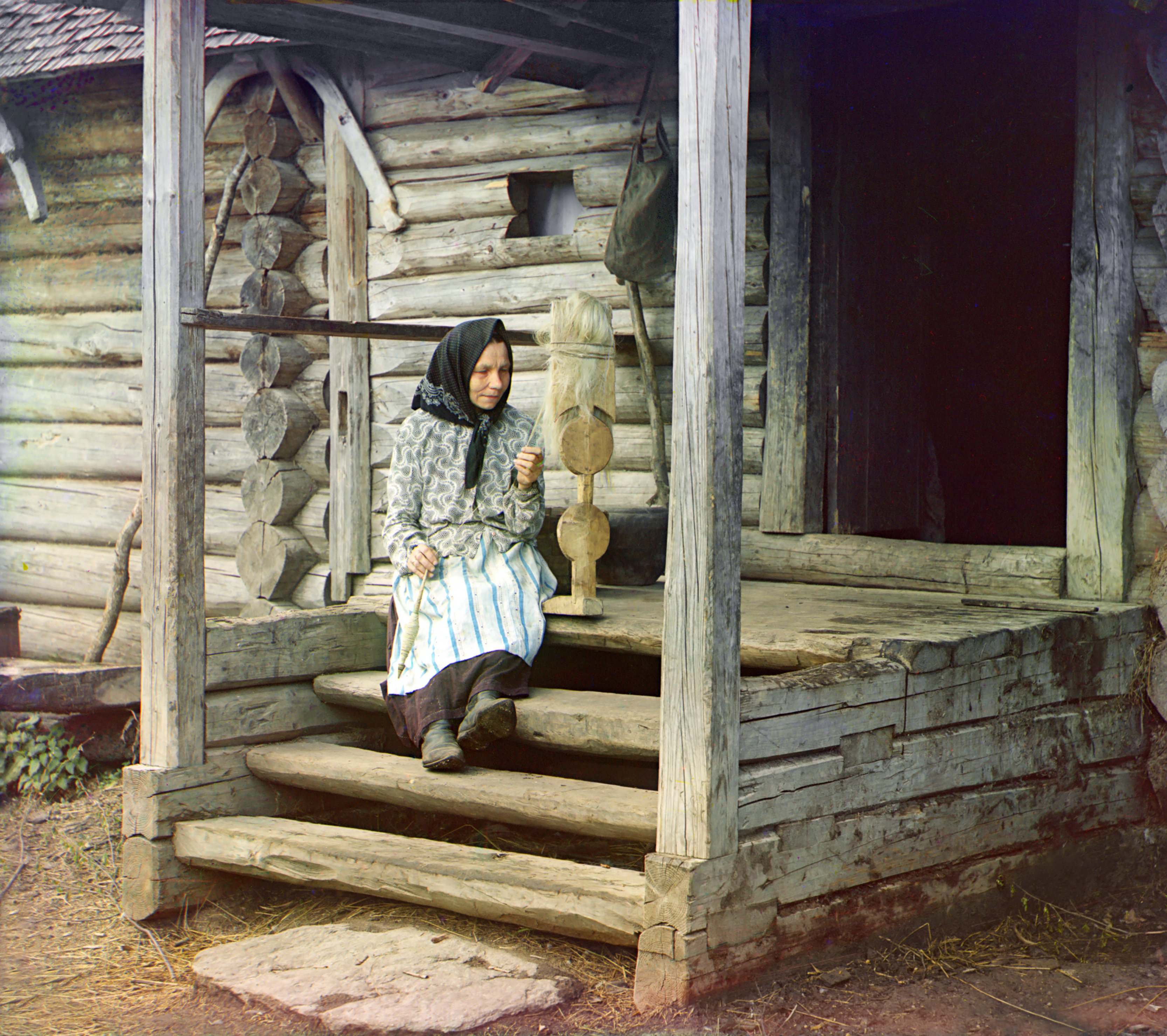
Ganek przed wiejską chałupą w Rosji

Ganek – element budynku, występujący jako:
- przybudówka z zewnętrznymi schodami przed wejściem do budynku, nakryta daszkiem podpartym słupkami, otwarta lub zamknięta ścianami z oknami. Często na stropie ganku budowano balkon lub niewielką izbę mieszkalną. Charakterystyczny dla dworków szlacheckich od XVI w., a później chałup wiejskich, stosowany także w willach podmiejskich z XIX i XX w.;
- długi, otwarty korytarz (krużganek, balkon lub galeria) na zewnątrz budynku, łącząca jego pomieszczenia, mieszczące się od strony podwórza;
- półotwarty taras od strony ogrodu przyległego do zabudowań.